# Lista de representantes do Suriname ao Oscar de melhor filme internacional
Lista de filmes surinameses concorrentes à indicação ao Oscar de Melhor Filme Internacional (anteriormente conhecido como Oscar de Melhor Filme Estrangeiro). O Suriname inscreveu um filme nessa categoria pela primeira vez em 2020.

## Filmes
| Ano do Filme (Cerimônia) | Título em português | Título original | Título em inglês | Idiomas                                    | Diretor       | Resultado |
| ------------------------ | ------------------- | --------------- | ---------------- | ------------------------------------------ | ------------- | --------- |
| 2020: (93ª edição)       | Wiren               | Wiren           | Wiren            | Holandês, inglês, língua de sinais, Sranan | Ivan Tai-Apin | Pendente  |